# Seymour Berry (1er baron Buckland)
Henry Seymour Berry, 1er baron Buckland (17 septembre 1877 - 23 mai 1928), est un financier et industriel gallois.

## Jeunesse
Aîné de trois fils, tous nés à Merthyr Tydfil de l'avocat John Mathias Berry (né le 2 mai 1847 et décédé le 9 janvier 1917) et de son épouse Mary Ann Rowe (décédée le 6 juin 1922). Il est le frère aîné des magnats de la presse William Berry (1er vicomte Camrose), et Gomer Berry (1er vicomte Kemsley) .

## Carrière
Berry travaille pour l'entreprise de son père avant de devenir un protégé de l'industriel David Alfred Thomas (plus tard 1er vicomte Rhondda) en 1915. Il assume plus de responsabilités lorsque Thomas rejoint le cabinet et, en trois ans, il est administrateur de plus de 60 sociétés. Il acquiert John Lysaght Ltd avec son frère William Berry, DR Llewellyn et Lady Rhondda et est président jusqu'à ce qu'il fasse partie de Guest, Keen and Nettlefolds en 1920. Il est ensuite président de GKN en 1927.
Il occupe le poste de haut shérif de Brecknockshire en 1924 et est élevé à la pairie en tant que baron Buckland, de Bwlch dans le comté de Brecon, le 16 juillet 1926. Il est également nommé Chevalier de Grâce dans l'Ordre de Saint-Jean de Jérusalem.

## Vie privée
Il épouse, Gwladys Mary le 5 septembre 1907, et a cinq filles : Cecily Eveline ; Jeanne Sybil ; Gwladys Eileen; Marie Lorraine ; Dorothée Marguerite. Il est décédé en 1928 à Bwlch, Brecknockshire, des suites de blessures à la tête à la suite d'une chute de cheval . 
Une statue, de Goscombe John, est érigée en sa mémoire à l'extérieur de la bibliothèque de Merthyr Tydfil. En 2010, des plaques commémoratives à ses frères sont également ajoutées .